# LeRoy (Kansas)
LeRoy es una ciudad ubicada en el condado de Coffey en el estado estadounidense de Kansas. En el año 2010 tenía una población de 561 habitantes y una densidad poblacional de 255 personas por km².

## Geografía
LeRoy se encuentra ubicada en las coordenadas 38°5′2″N 95°37′59″O / 38.08389, -95.63306 (38.083958, -95.633139).

## Demografía
Según la Oficina del Censo en 2000 los ingresos medios por hogar en la localidad eran de $30,341 y los ingresos medios por familia eran $39,375. Los hombres tenían unos ingresos medios de $25,469 frente a los $19,886 para las mujeres. La renta per cápita para la localidad era de $15,034. Alrededor del 10.3% de la población estaban por debajo del umbral de pobreza.